# Chiton crawfordi
Chiton crawfordi är en blötdjursart som beskrevs av William Henry Sykes 1899. Chiton crawfordi ingår i släktet Chiton och familjen Chitonidae. Inga underarter finns listade i Catalogue of Life.